# Morpho semitucupita
Morpho semitucupita är en fjärilsart som beskrevs av Le Moult 1933. Morpho semitucupita ingår i släktet Morpho och familjen praktfjärilar. Inga underarter finns listade i Catalogue of Life.